# Stanley (Carolina del Nord)
Stanley è un comune degli Stati Uniti d'America, situato in Carolina del Nord, nella contea di Gaston. Secondo il censimento del 2020 gli abitanti di Stanley ammontavano a 3 963.